# Susanne zur Nieden
Susanne zur Nieden (* 1958) ist eine deutsche Historikerin und Germanistin. 

## Leben
Susanne Zur Nieden studierte Geschichte am Friedrich-Meinecke-Institut der Freien Universität Berlin und wurde dort 1992 zum Dr. phil. promoviert. Sie forscht und publiziert zur Geschichte des Nationalsozialismus
und Geschichte der Sexualität mit dem Schwerpunkt Homosexualität. 2003 war sie Gastwissenschaftlerin im Forschungsprogramm der Max-Planck-Gesellschaft „Geschichte der Kaiser-Wilhelm-Gesellschaft im Nationalsozialismus“. Bis Ende 2011 war sie als Lehrbeauftragte am Zentrum für Interdisziplinäre Frauen- und Geschlechterforschung der TU Berlin tätig.

## Schriften
- mit Helga Schönknecht und Eberhard Schönknecht: Weiterleben nach dem Krieg. Schöneberg/Friedenau 1945–46. Schöneberg auf dem Weg nach Berlin. Bezirksamt Schöneberg von Berlin – Kunstamt, Berlin 1992, ISBN 3-926643-07-2.
- Alltag im Ausnahmezustand. Frauentagebücher im zerstörten Deutschland 1943 bis 1945. Orlanda-Frauenverlag, Berlin 1993, ISBN 3-929823-03-9 (Zugleich: Berlin, Freie Universität, Dissertation, 1992: Tagebücher von Frauen und Mädchen im zerstörten Deutschland.).
- „... stärker als der Tod“ – Bruno Apitz’ Roman Nackt unter Wölfen und die Holocaust-Rezeption in der DDR. In: Manfred Köppen, Klaus R. Scherpe (Hrsg.): Bilder des Holocaust. Literatur – Film – Bildende Kunst (= Literatur – Kultur – Geschlecht. Kleine Reihe. Bd. 10). Böhlau, Köln u. a. 1997, ISBN 3-412-05197-7, S. 97–108.
- Erbbiologische Forschungen zur Homosexualität an der Deutschen Forschungsanstalt für Psychiatrie während der Jahre des Nationalsozialismus. Zur Geschichte von Theo Lang (= Forschungsprogramm Geschichte der Kaiser-Wilhelm-Gesellschaft im Nationalsozialismus. Ergebnisse. 25, ISSN 1616-380X). Forschungsprogramm Geschichte der Kaiser-Wilhelm-Gesellschaft im Nationalsozialismus, Berlin 2005, online (PDF; 405,37 KB).
- als Herausgeberin: Homosexualität und Staatsräson. Männlichkeit, Homophobie und Politik in Deutschland 1900–1945 (= Reihe „Geschichte und Geschlechter“. 46). Campus-Verlag, Frankfurt am Main u. a. 2005, ISBN 3-593-37749-7.
- Unwürdige Opfer. Die Aberkennung von NS-Verfolgten in Berlin 1945 bis 1949. Metropol, Berlin 2003, ISBN 3-936411-20-4.[2]